# Brenda Taylor
Brenda Taylor (28 ottobre 1962) è un'ex canottiera canadese.

## Palmarès

### Olimpiadi
- 2 medaglie:
  - 2 ori (Barcellona 1992 nel quattro senza; Barcellona 1992 nell'otto)